# Jaime Naranjo
Jaime César Naranjo Ortiz (Melipilla, 12 de enero de 1951) es un ingeniero agrónomo y político chileno. Desde marzo de 2018 se desempeña como diputado de la República por el distrito n° 18 (región del Maule), periodo legislativo 2018-2022.
Anteriormente ejerció como senador por la 11.ª circunscripción del Maule Sur durante el periodo 2002-2010, ejerciendo como vicepresidente del Senado entre marzo de 2006 y marzo de 2007. Asimismo se desempeñó como diputado por el antiguo distrito n° 39 —de la misma región—, durante tres periodos consecutivos, desde 1990 hasta 2002, ejerciendo como segundo vicepresidente de la Cámara de Diputados entre marzo y octubre de 1998. Fue militante del Partido Socialista durante 33 años, desde 1991 hasta 2024.

## Biografía

### Familia y estudios
Hijo de Claudio Luis Naranjo Urrutia y María Teresa Ortiz Muñoz, cursó sus estudios primarios en el Colegio San Agustín de Melipilla y los secundarios en el Instituto Nacional, de Santiago. Finalizada su etapa escolar, ingresó a la Escuela de Agronomía de la Pontificia Universidad Católica de Valparaíso (PUCV), donde se tituló de ingeniero agrónomo en 1975. En 1980, obtuvo el grado de magíster en economía agraria en la Universidad Federal de Porto Alegre, en Brasil.
Está casado desde el 2000 con Beatriz Rosa Orellana Lopez. De un anterior matrimonio es padre de cinco hijos.

### Vida laboral
En 1974 y 1975, se desempeñó como investigador de Cieplan, en la Universidad Católica de Santiago, mientras que 1976 y 1977 trabajó en INPROA, del Arzobispado de Santiago. Más tarde, entre los años 1980 y 1982 trabajó en la «Empresa de Transferencia Agrícola» (ETA LTDA.), en la zona de Illapel-Salamanca.
Se vinculó a la iglesia católica y entre 1980 y 1989, trabajó en la Pastoral Social. Paralelamente, entre 1982 y 1989, colaboró con el obispo de Linares, Carlos Camus, en la Pastoral Social de la Iglesia Diocesana, siendo encargado de la capacitación y organización campesina del «Departamento de Acción Rural» (DAR).
También ha desarrollado actividades académicas. En 1980, se desempeñó como docente de la cátedra de Economía Agraria en la PUCV, cargo que ejerció por quince años (hasta 1995).
Más tarde, entre 2010 y 2012 dictó las cátedras de Emprendimiento y de Tratados Económicos Internacionales: la experiencia chilena, en la Facultad de Economía y Negocios de la Universidad Central de Chile. A su vez, entre 2010 y 2014 fue profesor de las cátedras de Economía, Emprendimiento y Economía Internacional, en la Facultad de Economía y Negocios de la Universidad de Viña del Mar.
Entre 2014 y 2015, ejerció como asesor legislativo del gabinete del Ministerio de Agricultura, dirigido por el entonces ministro Carlos Furche.

## Trayectoria política

### Inicios
Inició su trayectoria política en 1984, colaborando en la formación de la agrupación «Esperanza Campesina», que representó a campesinos productores. Al año siguiente, en 1985, se incorporó al partido político Izquierda Cristiana (IC) y fue designado director del «Departamento de Laicos».
En 1986, fue nombrado presidente de la «Comisión de Derechos Humanos de la Provincia de Linares». Luego, en 1989, colaboró en la organización de los trabajadores asalariados de Linares, formando el «Movimiento de Trabajadores y Campesinos sin tierra».

### Diputado de la República (1990-2002)
Con la vuelta a la democracia —en las elecciones parlamentarias de 1989—, resultó elegido como diputado por el distrito n° 39 de la región del Maule, que comprendía las comunas de Colbún, Linares, San Javier, Villa Alegre y Yerbas Buenas, para el período 1990-1994. Formó parte de las comisiones permanentes de Derechos Humanos, Nacionalidad y Ciudadanía, que presidió; y de Agricultura, Desarrollo Rural y Marítimo.
Partidariamente, en 1991, se integró al Partido Socialista (PS) y el año siguiente, formó parte de su Comité Central. Ocupó diferentes cargos dentro de su partido: entre 1993 y 1998, fue secretario nacional de derechos humanos de la colectividad. Entre 1997 y 1999, fue encargado nacional de la Secretaría de los Derechos de los Consumidores, y entre 2001 y 2002, integró la Comisión Política y fue nuevamente secretario nacional de derechos humanos. Finalmente, entre 2004 y 2006 fue secretario nacional de la Comisión de Derechos Humanos y nuevamente miembro de la Comisión Política del PS.
En las elecciones parlamentarias de 1993, obtuvo su reelección por el distrito n° 39, por el periodo 1994-1998. Se mantuvo en las comisiones permanentes de Derechos Humanos, Nacionalidad y Ciudadanía y presidió la Comisión de Agricultura, Desarrollo Rural y Marítimo. Además, participó en las comisiones investigadoras de Colonia Dignidad, y del Caso Uvas Envenenadas. Integró las comisiones especiales de Cumbre Social, de Desarrollo de la Región del Maule, y de Desarrollo Social.
En las elecciones parlamentarias de 1997, obtuvo su tercera reelección por la misma zona, para el periodo legislativo, 1998-2002. En esa ocasión presidió las comisiones permanentes de Agricultura, Silvicultura y Pesca; y la de Derechos Humanos, Nacionalidad y Ciudadanía. Asimismo, entre el 11 de marzo de 1998 y el 8 de octubre de 1998, se desempeñó como segundo vicepresidente de la Cámara de Diputados. En este periodo también fue uno de los diputados que presentó la acusación constitucional contra el general Augusto Pinochet.
En 2002 Jaime Naranjo se vio en vuelto en una polémica luego de que en una entrevista para Canal 13 trató de negar que tenía en ese entonces a su esposa contratada como asesora.

### Senador de la República (2002-2010)
El las elecciones parlamentarias de 2001 fue elegido como senador por la undécima circunscripción Maule Sur, por el periodo legislativo 2002-2010. Allí presidió las comisiones permanentes de Agricultura; Vivienda y Urbanismo y de Derechos Humanos, Nacionalidad y Ciudadanía. Integró las comisiones permanentes de Régimen Interior, y Mixta de Presupuestos; la Tercera Subcomisión Especial Mixta de Presupuesto, que presidió, la Cuarta Subcomisión Especial Mixta de Presupuesto; y la Quinta Subcomisión Especial Mixta de Presupuesto. En 2005, fue jefe de bancada del Comité de Senadores del PS. Entre el 11 de marzo de 2006 y el 13 de marzo de 2007, fungió como vicepresidente del Senado.
En las elecciones parlamentarias de 2009 compitió en una intensa campaña con la demócrata cristiana Ximena Rincón por el cupo parlamentario, siendo derrotado por una diferencia de alrededor de diez puntos porcentuales.
En las elecciones parlamentarias de 2013 se presentó como candidato a diputado por el distrito n.º 39, —que había representado previamente entre 1990 y 2002—, pero no resultó electo.

### Diputado de la República (2018-2022)
En las elecciones parlamentarias de 2017 fue electo como diputado por el nuevo distrito n° 18 (compuesto por las comunas de Linares, Colbún, San Javier, Villa Alegre, Yerbas Buenas, Longaví, Retiro, Parral, Cauquenes, Pelluhue y Chanco) —dentro del pacto La Fuerza de la Mayoría—, siendo parte del LV periodo legislativo del Congreso Nacional de Chile (2018-2022). En este periodo forma parte de las comisiones permanentes de Economía, la de Desarrollo Social, Superación de la Pobreza y Planificación, Relaciones Exteriores, Asuntos Interparlamentarios e Integración Latinoamericana y la de Economía, Fomento; Micro, Pequeña y Mediana Empresa; Protección de los Consumidores y Turismo. Así también, forma parte de las comisiones especiales investigadoras sobre adquisición de tierras indígenas, sobre abusos/violaciones por parte de miembros de las Fuerzas Armadas, y de Orden y Seguridad Pública en Haití desde 2004, y sobre Actos de los Ministerios del Interior y de Defensa Nacional relacionados con el estado de emergencia.

#### Acusación constitucional contra Sebastián Piñera
El 8 de noviembre de 2021 fue el encargado de realizar la defensa de la segunda acusación constitucional contra el presidente Sebastián Piñera en la Cámara de Diputadas y Diputados. Con tal de tener los votos suficientes para que la acusación sea aprobada, a pesar de la recomendación de la comisión revisora de rechazar la misma por falta de argumentos, y dado que el diputado Giorgio Jackson se encontraba en cuarentena preventiva por la pandemia de COVID-19, Naranjo anunció que extendería su intervención hasta pasada la medianoche, para que Jackson pudiera estar presente en el hemiciclo y emitir su voto. Su discurso duró aproximadamente 15 horas, con lo cual se reunieron los votos necesarios para aprobar la admisibilidad de la acusación. La acusación fue finalmente rechazada el 16 de noviembre de 2021 por el Senado.

## Reconocimientos
- En 1992, las «Agrupaciones de Familiares de Detenidos Desaparecidos» de Los Ángeles, Concepción, Chillán, Parral, Linares, Talca y Valparaíso, los distinguieron por «su compromiso con la verdad y la justicia».[2]
- En 1993, recibió el «Premio Cardenal Raúl Silva Henríquez», entregado por la Comisión de Derechos Humanos de Rancagua, por «su intransable defensa y difusión de los Derechos Humanos».[2]
- En 1995, fue premiado por la Comisión Chilena de Derechos Humanos por «su compromiso en la Defensa y Promoción de los Derechos Humanos en Chile y en el extranjero».[2]
- En 1997, fue distinguido por la Diócesis de la Iglesia Católica de Punta Arenas por «su testimonio por construir la Paz»;[2] y por la Agrupación de Familiares de Detenidos Desaparecidos de Chile, por «su trabajo de apoyo en la búsqueda de sus seres queridos».[2]
- En 2002, fue distinguido como «Bombero de Chile» por la Superintendencia Nacional de Bomberos de Chile.[2]
- En 2006, las corporaciones «Ayun», «Corporación ProAndes» y la «Red de Responsabilidades Humanas–Chile», lo distinguieron por «su constante apoyo a la migración».[2] Además, el presidente de la República de Francia Jacques Chirac, le otorgó la Ordre National de la Legión D´ Honneur[2] (Orden Nacional de la Legión de Honor), siendo nominado Commandeur de la Legión D´ Honneur (Comendador de la Legión de Honor).[2]
- En 2009, recibió el galardón «Luz y Memoria», otorgado por la Comunidad Judía de Chile, al celebrarse el Día Internacional de Recordación del Holocausto, por «su sobresaliente trabajo y constante lucha a favor de la tolerancia, la no discriminación y los Derechos Humanos».[2]

## Historial electoral
| Año  | Tipo                      | Territorio           | Pacto                                            | Partido | Votos  | %     | Resultado |
| ---- | ------------------------- | -------------------- | ------------------------------------------------ | ------- | ------ | ----- | --------- |
| 1989 | Parlamentarias a diputado | 39.º distrito        | Concertación por la Democracia                   | Ind.    | 31 420 | 37.41 | Diputado  |
| 1993 | Parlamentarias a diputado | 39.º distrito        | Concertación de Partidos por la Democracia       | PS      | 44 883 | 53.40 | Diputado  |
| 1997 | Parlamentarias a diputado | 39.º distrito        | Concertación de Partidos por la Democracia       | PS      | 38 164 | 50.21 | Diputado  |
| 2001 | Parlamentarias a senador  | 11.ª Circunscripción | Concertación de Partidos por la Democracia       | PS      | 42 395 | 28.08 | Senador   |
| 2009 | Parlamentarias a senador  | 11.ª Circunscripción | Concertación y Juntos Podemos por más Democracia | PS      | 33 181 | 20.93 | No electo |
| 2013 | Parlamentarias a diputado | 39.º distrito        | Nueva Mayoría                                    | PS      | 14 181 | 18.64 | Diputado  |
| 2017 | Parlamentarias a diputado | 18.º distrito        | La Fuerza de la Mayoría                          | PS      | 13 390 | 11.10 | Diputado  |
| 2021 | Parlamentarias a diputado | 18.º distrito        | Nuevo Pacto Social                               | PS      | 15 023 | 12.74 | Diputado  |